# Hippocampus denise
Hippocampus denise es una especie de pez de la familia Syngnathidae en el orden de los Syngnathiformes.
Es de las especies denominadas comúnmente como caballitos de mar pigmeos, como su pariente Hippocampus bargibanti, ya que, tampoco H. denise suele superar los 2 cm de talla. 

## Morfología
Tienen un cuello largo, una nariz muy corta, y una larga cola prensil. El cuerpo y la cabeza están recubiertos de tubérculos, que imitan a los pólipos de las gorgonias que habitan, similarmente a H. bargibanti, aunque en H. denise son menos numerosos y protuberantes.
Su color es naranja, con anillos algo oscurecidos en la cola. La aleta anal es pequeña o ausente. Tiene 12 anillos en el tronco, y 28-29 en la cola. Sin espinas encima de los ojos.
Los machos  pueden llegar alcanzar los 2,2 cm de longitud total, y las hembras 2,4 cm.
Las hembras tienen el cuerpo notablemente más esbelto, y con el tronco más alargado, que los machos.

## Hábitat y distribución
Asociados a arrecifes, tan solo habitan en gorgonias, Annella reticulata, Muricella y Echinogorgia, en profundidades entre 13 y 90 m.
Se encuentra en Indonesia, Malasia, Vanuatu, República de Palau, Filipinas, Papúa Nueva Guinea, islas Salomón y Micronesia.